# William Z. Foster

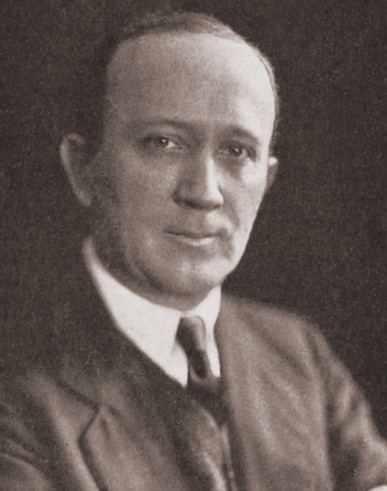
William Z. Foster

William Zebulon Foster (* 25. Februar 1881 in Taunton, Massachusetts; † 1. September 1961 in Moskau) war ein US-amerikanischer Politiker (CPUSA) und Gewerkschafter. Von 1929 bis 1934 sowie von 1945 bis 1957 war er Vorsitzender der Kommunistischen Partei der USA (CPUSA).
Foster war ein überzeugter Syndikalist und Mitglied der Sozialistischen Partei Amerikas sowie der Industrial Workers of the World. Er führte die Organisation der Verpackungsindustrie während des Ersten Weltkrieges und den Stahlstreik von 1919 an, bevor er 1921 in die Kommunistische Partei eintrat. Während er seine Anstrengungen auf die Parteiarbeit mit organisierten Arbeitern ausrichtete, ordnete er seine eigenen politischen Ansichten größtenteils der Politik der Komintern unter.

## Kindheit und Jugend
Foster verließ im Alter von zehn Jahren die Schule. Drei Jahre später begann er in einer Fabrik zu arbeiten. Die darauf folgenden zehn Jahre arbeitete er in einer Düngemittelfabrik in Reading, Pennsylvania und in Jacksonville, Florida, als Gleisarbeiter bei der Eisenbahn und in einem Sägewerk in Florida, als Straßenbahnfahrer in New York City, als Holzfäller und Hafenarbeiter in Portland, Oregon und als Segler. 1905 besaß er ungefähr ein Jahr lang eine Farm in Oregon. Nebenbei verdingte er sich dort als Bergarbeiter, Schäfer, Sägewerkangestellter und Eisenbahnarbeiter, bevor er die Farm schließlich ganz aufgab.

## Eintritt in die Politik und die Gewerkschaftsarbeit
Foster trat 1901 in die Sozialistische Partei Amerikas ein. 1909 wurde er ausgeschlossen, weil er im linken Flügel der Partei in Washington, D.C. aktiv war. Danach trat er den Industrial Workers of the World (IWW) bei. Während er in Tacoma lebte, änderte er auch seine mittlere Initiale von "E" zu "Z", um Verwechslungen mit einem anderen William E. Foster, der ebenfalls dort lebte und arbeitete, zu vermeiden.
William Z. Foster wurde eine bekannte Persönlichkeit innerhalb der Gewerkschaft und nahm 1911 als ihr Repräsentant an einer internationalen Arbeiterkonferenz in Budapest teil. Seine Politik entfernte ihn jedoch von den IWW. Nachdem er 1910 und 1911 durch Europa reiste, wurde er Syndikalist und kritisierte die IWW dafür, dass sie nicht in den vorhandenen Gewerkschaften mitarbeiteten. Er drängte amerikanische Linke, den Gewerkschaften der AFL beizutreten, ehe gegnerische Gewerkschaften gegründet würden, wie es die IWW vorhatte. Er prangerte auch die Wahlpolitik als Sackgasse an, die die revolutionäre Begeisterung dieser Gruppen durch die Kanalisierung ihrer Energien auf das Streben nach Ämtern mit all den Kompromissen, das es mit sich bringt, erstickt. Foster verlor den Kampf, verließ bald darauf die IWW und gründete seine eigene Organisation, die Syndicalist League of North America (SLNA).
Die Politik der SLNA (direktes Handeln auf der untersten Ebene, das zu einer arbeitergeführten Regierung der Gesellschaft führt, ohne dabei von bürokratischen Strukturen eingeschränkt zu sein) trug eine große Ähnlichkeit mit dem anarchistischen Denken dieser Tage. Das ist kein Zufall, da Foster nicht nur bei anarchistischen Gruppen und Verbänden Vorträge hielt, sondern auch ein enger Arbeitspartner von Jay Fox, einem Anarchisten mit Wurzeln in der Chicagoer Arbeiterbewegung, wurde. Er heiratete Ester Abramowitz, die zu einem anarchistischen Kollektiv in Washington gehörte. Zu den anderen Mitgliedern der SLNA gehörten Tom Mooney, der zu einem Märtyrer für die Arbeiter wurde, da er 1916 angeblich eine Bombe bei einer Parade beim Preparedness Day zündete, Earl Browder, ein Buchhalter und Gewerkschaftsaktivist in Kansas City und Fosters Kontrahent bei der Wahl zum Vorsitzenden der Kommunistischen Partei der USA 20 Jahre später und James P. Cannon, Mitglied der IWW und einer von Fosters Verbündeten bei den internen Auseinandersetzungen in der CPUSA, bis er wegen der Befürwortung des Trotzkismus aus der Partei ausgeschlossen wurde. Die SLNA war jedoch nie eine effektive Kraft und löste sich 1914 auf.
Foster verfolgte seinen eigenen Weg und wurde gewerkschaftlicher Vertreter bei einer örtlichen Stelle der Brotherhood of Railway Carmen in Chicago. Er machte mit seinem syndikalistischen Feldzug weiter, diesmal durch die International Trade Union Educational League (ITUEL), während er 1915 eine Stellung als Organisator bei der AFL erhielt. Sein Syndikalismus führte dazu, dass er jegliche Kritik von konservativeren Gewerkschaftsführern missachtete. In seinen Augen war das Organisieren von Arbeitern ein Schritt zur Demontierung des Kapitalismus. Die ITUEL versuchte nicht so sehr die Macht in den Organisationen zu übernehmen, in denen ihre Mitglieder aktiv waren, aber sie wollte sie zu einer progressiveren Richtung lenken.
Foster milderte seine politischen Ansichten zu dieser Zeit etwas ab: So stellte er sich nicht gegen den Kriegseintritt der Vereinigten Staaten, wie es Eugene V. Debs und andere Persönlichkeiten taten, die mit der IWW in Verbindung gebracht wurden. Anstatt dessen half er 1918 sogar beim Verkauf von Kriegsobligationen. Foster hielt sich auch zurück, als die Regierung Hunderte von Aktivisten der IWW verhaftete und 1918 verurteilte.
Foster blieb aber trotzdem noch politisch aktiv. Die Chicago Federation of Labor, geführt von John Fitzpatrick, war ein Nest für eine große Anzahl von Arbeiterangelegenheiten: die Kampagne zur Freilassung von Tom Mooney, Pläne für die Gründung einer Arbeiterpartei und am wichtigsten, Programme zur Organisierung von Tausenden von ungelernten Arbeitern in der städtischen Verpackungshäusern, Stahlmühlen und anderen Massenproduktionsbetrieben.

## Das Organisieren der Verpackungsarbeiter
Gewerkschaften versuchten Jahrzehnte vor Ausbruch des Ersten Weltkriegs die Verpackungsbetriebe zu organisieren: die Gewerkschaft Knights of Labor führte in den 1870ern und 1880ern Organisationsversuche unter den Mitarbeitern durch, während die Amalgamated Meat Cutters and Butcher Workmen mehr Zuspruch bei den vielen verschiedenen ethnischen Gruppen fand, die in diesem Industriezweig arbeiteten. In beiden Fällen wurden die Gewerkschaften aus den Unternehmen, die zu diesem Zeitpunkt in den Händen einiger großer und mächtiger Firmen waren, herausgedrängt.
Der Krieg änderte dies jedoch. Der Bedarf an Fleisch stieg während des Krieges dramatisch an, während die Anwerbung und die Schwierigkeiten bei der Einfuhr von Arbeitern aus Europa zu Kürzungen führten, was die Zahl der Personen reduzierte, die bereit waren als Streikbrecher zu agieren. Zusätzlich hatte die Bundesregierung ein Interesse an der Aufrechterhaltung der Produktion, die ungehindert ablaufen und eine Unterbrechung vermeiden sollte, die ein Streik von 50.000 Verpackungsarbeitern mit sich gebracht hätte. Es war eine besonders günstige Zeit, um diese Arbeiter auf einer industriellen Basis zu organisieren, als Foster sagte, dass "die Götter wirklich auf der Seite der Arbeiter kämpfen".
Bevor die Chicago Federation of Labor (CFL) diese Arbeiter organisieren konnte, musste sie jedoch die konkurrierenden Ansprüche der verschiedenen Gewerkschaften, die für sich beanspruchten verschiedene Teile der Industrie zu vertreten, ausarbeiten. Dies schien ein besserer Weg, als die Gründung einer völlig neuen Organisation, in der sich die anderen Gewerkschaften schnell im Kampf um Zuständigkeiten wiedergefunden hätten. Foster hatte die Idee einen Arbeiterrat zu schaffen, der alle Interessen der teilnehmenden Gewerkschaften in einer großen Dachorganisation bündeln würde, die die Möglichkeit hätte die Industrie als Ganzes zu vertreten. Er erhielt dafür die Unterstützung seiner Gewerkschaft, der Railway Carmen. Der Arbeiterrat wurde im Juli 1917 gegründet, mit der Unterstützung von Vertretern aller Zünfte (Maschinenbauer, Elektriker, Zimmermänner, Böttcher, Büroangestellte, Installateure, Ingenieure und Feuerwehrleute). Da diese Organisation lediglich ein Zusammenschluss war, der zum Zweck des Organisierens von Arbeitern geschaffen wurde, hatte sie nicht die Autorität Tarifverhandlungen für alle vertretenen Berufsgruppen als Ganzes durchzuführen. Dennoch war es ein wichtiger Schritt zu einer industriellen Gewerkschaftsarbeit. Foster wurde schließlich Sprecher für den Arbeiterrat.
Ein anderer Faktor stellte ein schwieriges Hindernis für die Organisation der Verpackungsarbeiter dar: viele der Gewerkschaften im Arbeiterrat schlossen Afroamerikaner von der Mitgliedschaft aus. Tausende afroamerikanische Migranten aus dem Süden waren für die Arbeit in die Verpackungsindustrie gekommen und bemerkten vorrangig, dass ihre Arbeitgeber in erster Linie nur an ihrem eigenen Wohlstand interessiert waren. Die Tatsache, dass die Gewerkschaften sie entweder ausschloss oder kein Interesse an ihrer Vertretung zeigte, stand dabei im Hintergrund. Der Arbeiterrat stellte die Mitgliedschaft in den Gewerkschaften in Aussicht, die direkt mit der AFL verbunden waren.
Obwohl er selbst davon überzeugt war, dass die Vorbereitung eines Streiks ein Fehler wäre und er sich sicher war, dass die Führung der AFL ebenfalls dieser Meinung war, machte er trotzdem damit weiter die Arbeiter so zu organisieren, als ob ein Streik bevorstünde. Die Arbeiter stimmten 1917 in überwiegenden Maße für einen Streik und die moderateren Führer wie Fitzgerald benutzten diese Streikdrohung als großen Vorteil in den Verhandlungen mit der Regierung und den Arbeitgebern.
Die Administration von Präsident Woodrow Wilson wollte eine friedliche Lösung und machte den Arbeitgebern großen Druck, damit diese der Vermittlung der Streitpunkte zustimmten. Zur Debatte standen Löhne, Arbeitszeit und die Anerkennung der Gewerkschaft. Letztendlich konnten die Vermittler der Arbeiter einen Acht-Stunden-Arbeitstag und spürbare Einkommensteigerungen durchsetzen. Durch diesen Erfolg verdoppelte sich die Zahl der Mitglieder bei den Amalgamated Meat Cutters. Die Verbesserungen waren jedoch nur kurzlebig. Da die Vermittler es nicht schafften, die Arbeitgeber davon zu überzeugen, die Gewerkschaften anzuerkennen, dachten viele Arbeiter, dass die Regierung und nicht der Arbeiterrat für die Verbesserungen bei den Einkommen und Arbeitszeiten verantwortlich war.

## Präsidentschaftskandidat
Bei den Wahlen der Jahre 1924, 1928 und 1932 war Foster jeweils der Kandidat der CPUSA für das Amt des US-Präsidenten. Bei den zwei ersten Kandidaturen kam er über einen Anteil von 0,1 Prozent nicht hinaus; 1932 brachte er es auf 0,3 Prozent der Stimmen. 1930 war Foster außerdem kommunistischer Bewerber bei der Gouverneurswahl in New York. Der siegreiche Franklin D. Roosevelt erhielt rund 1,77 Millionen Stimmen, Foster landete mit 18.034 Stimmen abgeschlagen auf dem vierten Platz und dabei auch deutlich hinter dem Bewerber der Sozialistischen Partei, Louis Waldman (100.444 Stimmen).

## Bücher und Broschüren von William Z. Foster
- Abriss der Geschichte der Weltgewerkschaftsbewegung von den Anfängen bis 1955, Tribüne Verlag, Berlin 1960.
- Abriß der politischen Geschichte beider Amerika, Dietz Verlag, Berlin 1957.
- Geschichte der Kommunistischen Partei der Vereinigten Staaten, Dietz Verlag, Berlin 1956.
- Der Weltkapitalismus im Niedergang, Dietz Verlag, Berlin 1954.
- Defend America by smashing Hitlerism, Workers Library Publishers, New York 1941.
- The Railroaders' Next Step: Amalgamation, The Trade Union Educational League, Chicago 1922.[1]
- The Great Steel Strike And Its Lessons, 1920, Kessinger Publishing (print on demand) ISBN 1-104-91399-2.
- Syndicalism, Eigenverlag, Chicago 1913.[2]

## Bücher über William Z. Foster
- James R. Barrett: William Z. Foster and the Tragedy of American Radicalism, University of Illinois Press, 1999, ISBN 0-252-02046-4.
- Edward P. Johanningsmeier: Forging American Communism: The Life of William Z. Foster, Princeton University Press, 1994, ISBN 0-691-03331-5.
- Josef Lawrezki: William Z. Foster – Organisator und Propagandist der amerikanischen Arbeiterklasse. Übersetzt von Mathias Moll. Verlag Neues Leben, Berlin 1978, DNB 780384113.